# Чамгу
Ча́мгу — река на востоке острова Сахалин.
Впадает в Охотское море. Протекает по территории Ногликского городского округа Сахалинской области.
Длина реки 48 км. Площадь водосборного бассейна 382 км².
Название в переводе с нивхского имеет два значения — «орлы» или «шаманы».

## Данные водного реестра
По данным государственного водного реестра России относится к Амурскому бассейновому округу.
Код объекта в государственном водном реестре — 20050000212118300002276.